# Европейски път E13
Европейски път E13 е европейски автомобилен маршрут от Донкастър, Южен Йоркшир, до Лондон с дължина 230 km, преминаващ само на територията на Великобритания. Трасето минава почти по цялата дължина на път M1, от Западен Йоркшир до Лондон. Въпреки че Обединеното кралство участва във всички дейности, свързани с европейските пътища, те не са съответно обозначени в рамките на страната.
Маршрутът на пътя преминава през следните градове: Донкастър – Шефилд – Нотингам – Лестър – Нортхамптън – Лутън – Лондон.